# Carl Wilhelm Diehl

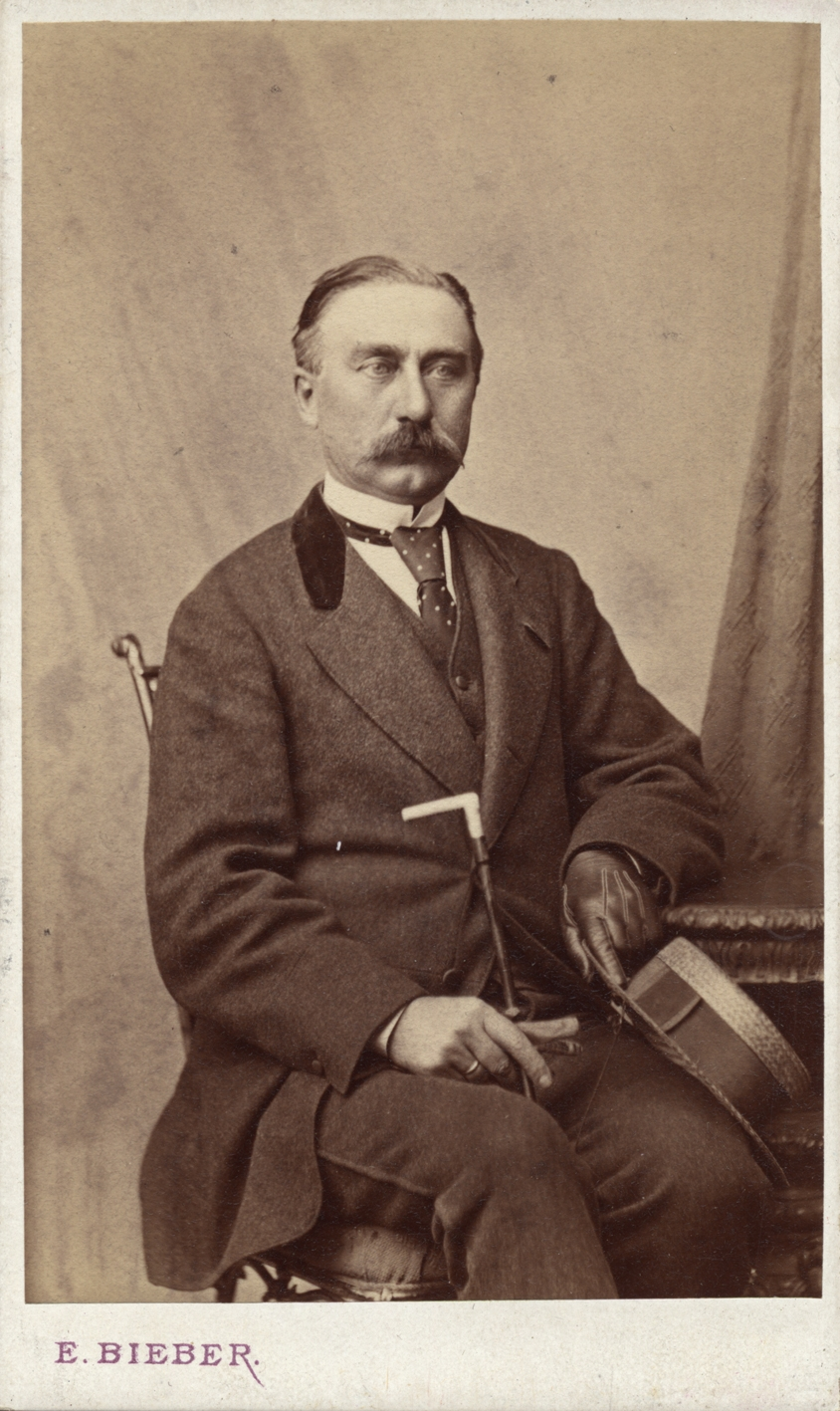
Porträt Carl Wilhelm Diehl, 1872, Photographie Atelier E. Bieber, Hamburg

Carl Wilhelm Diehl, auch  Carlos Guillermo Diehl-Bleer (* 5. August 1824 in Hamburg; † 17. Oktober 1885 in Buenos Aires), war ein deutsch-argentinischer Kaufmann und Lyriker.

## Leben
Diehl wurde als Sohn des Feldwebels im Bürgermilitär Friedrich Diehl und seiner aus Dänemark stammenden Frau Dorothea Diehl geb. Bleer in Hamburg geboren. Seine Kindheit verbrachte er in Hamburg, wo er nach dem Besuch der Gelehrtenschule des Johanneums eine kaufmännische Lehre absolvierte.
Nach Abschluss einer Lehrzeit im Jahr 1845 wanderte er an den Río de la Plata aus. Diehl lebte und arbeitete einige Jahre in Rio de Janeiro, Montevideo und Buenos Aires, wo er am 17. Oktober 1885 starb.
Diehl war in Südamerika als Kaufmann tätig. Zwischen 1854 und 1879 übte er neben seiner kaufmännischen Tätigkeit fast durchgängig die Ämter eines Konsuls oder Generalkonsuls aus – nacheinander für Argentinien, Österreich, den Norddeutschen Bund und das Deutsche Reich.
Seit seiner Jugend hatte Diehl sich mit Lyrik beschäftigt und selbst Gedichte verfasst. Ab 1861 begann er seine Arbeiten zu publizieren. Sein Herausgeber in Deutschland war vor allem der Dichter und Herausgeber Ignaz Hub der unter anderem mit Ferdinand Freiligrath zusammenarbeitete. Eine besondere Bedeutung, bis auf den heutigen Tag, kommt Diehls Nachdichtungen von Schlüsselwerken der jungen südamerikanischen Dichtungen zu.
Aus dem Spanischen übersetzte Diehl das Epos La Cautiva (1837) von Esteban Echeverría und Teile der Cantos del Peregrino (1847) von José Mármol, aus dem Portugiesischen Teile des Epos A Confederação dos Tamoios (1856) von Domingos José Gonçalves de Magalhães. Entstanden sind diese Werke nach der Unabhängigkeit der Vereinigten Provinzen des Río de la Plata 1816 von Spanien und Brasiliens 1822 von Portugal. Allen drei Dichtungen ist gemeinsam, dass sie heute zu den Gründungsdokumenten der argentinischen und der brasilianischen Nationalliteratur gerechnet werden; es sind romantische Werke, mit denen eine junge Autorengeneration sich selbstbewusst vom alten Europa ab- und der Neuen Welt zuwandte. In Mármols Worten, die wie ein Echo auf Goethes Zeilen „Amerika, du hast es besser / als unser Kontinent, der alte“ klingen:
„Auf der Welten weite Bühne / tritt Amerika, das junge … / Schweig, Europa, greise Mutter / alter, abgelebter Zeiten [!]“
Diehl war seit 1854 mit Adelaida Casilda Tornquist verheiratet, einer der jüngeren Töchter von Jorge Pedro Ernesto Tornquist und Rosa Camusso y Alsina und Schwester des Ernesto Tornquist. Sein Enkel Carlos Guillermo Miguens Diehl war ein bedeutender argentinischer Diplomat.

## Werke (Auswahl)
- Cisatlantisch, St. Gallen 1861, Verlag von Scheitlin und Zollikofer. (Veröffentlicht unter dem Pseudonym Wilhelm Walther)
- Schwarzweissroth, Berlin 1869, Verlag Reinhold Schlingmann
- Aus Brasilien (Fragment). In: Deutsche Dichter-Gaben. Album für Ferdinand Freiligrath. Eine Sammlung bisher ungedruckter Gedichte der namhaftesten deutschen Dichter. Herausgegeben von Christian Schad und Ignaz Hub. Leipzig (Verlag von Duncker & Humblot) 1868, S. 413–418.
- Auswahl von Diehls Gedichten. In: Ignaz Hub, Hrsg.: Deutschland’s Balladen- und Romanzendichter. Eine Auswahl des Schönsten und Eigenthümlichsten aus dem Schatze der lyrischen Epik, nebst Biographieen und Characteristiken der Dichter, unter Berücksichtigung der namhaften kritischen Stimmen. Dritter Band, II. Abteilung. Die Gegenwart. Vierte, neubearbeitete und stark vermehrte Auflage Würzburg (Verlag des Verfassers) und Karlsruhe (Kommission bei W. Creuzbauer) 1873, S. 570–579.